# Список похороненных в Московском Кремле

## Здания и сооружения

### Успенский собор

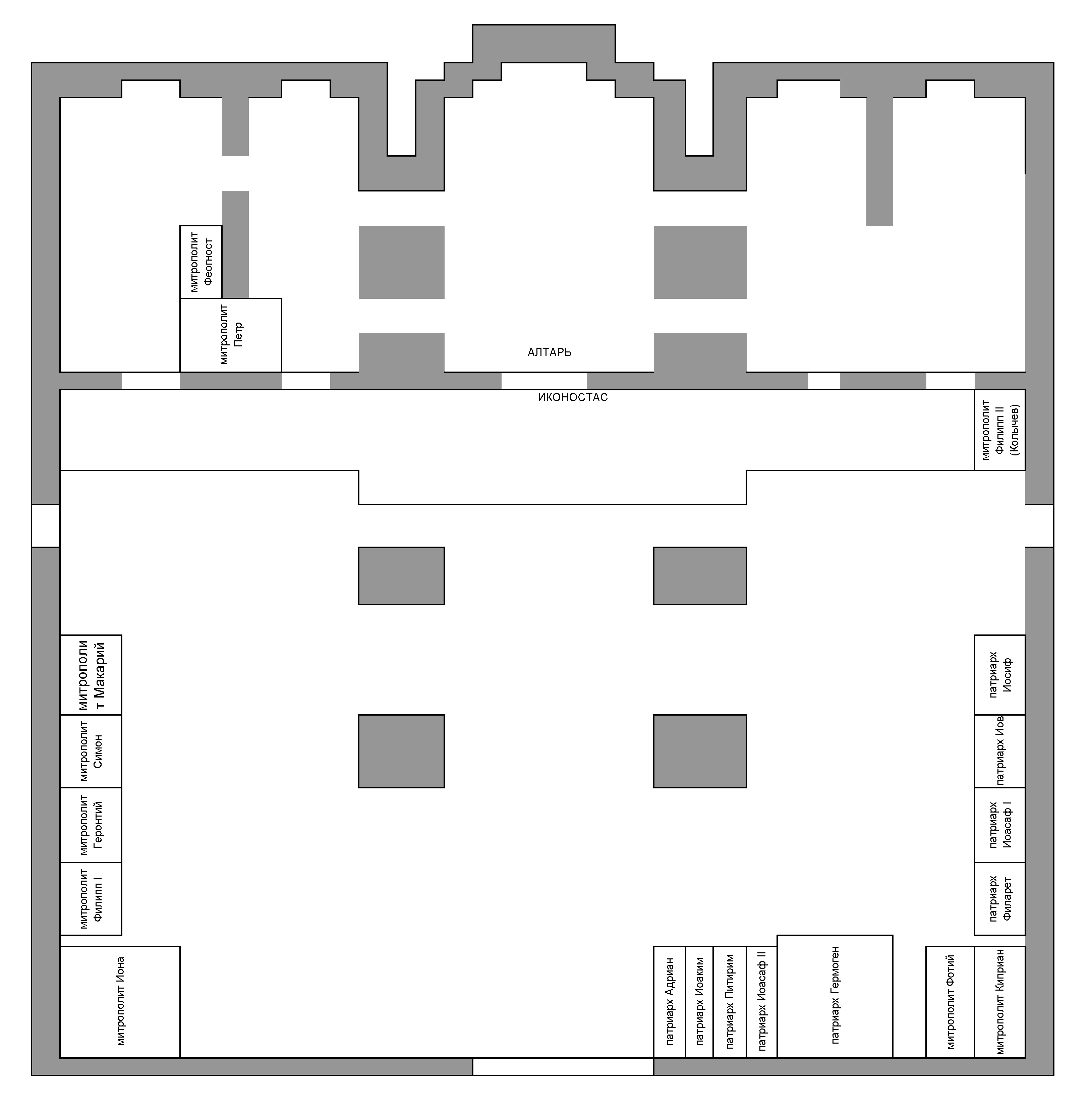
Успенский собор: схема расположения погребений

Усыпальница митрополитов и патриархов.

### Архангельский собор

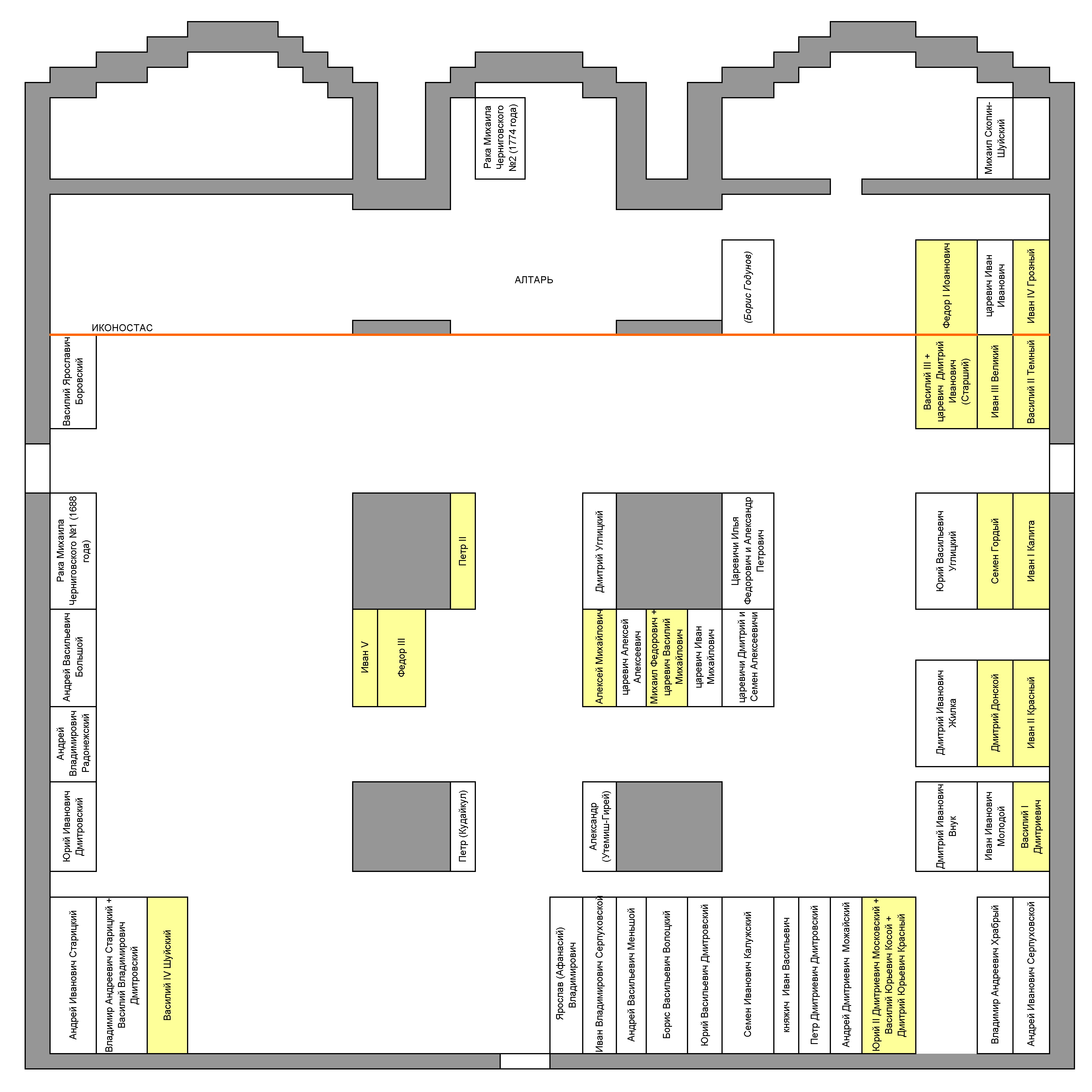
Архангельский собор: схема расположения погребений

Усыпальница великих князей и царей.

### Вознесенский монастырь
Усыпальница великих княгинь и цариц. Монастырь снесен большевиками, погребения перенесены в Архангельский собор

### Спасо-Преображенский собор («Спаса на Бору»)
Собор снесён в 1933 году. Захоронения утрачены.
- Елена (жена Ивана Калиты) (ум. 1331)
- Анастасия Гедиминовна (ум. 1345) — жена Симеона Гордого
- Александра Ивановна (ум. 1364) — жена Ивана Красного
- Иван Дмитриевич, в монашестве Иоасаф (ум. 29.7.1393) — княжич, сын Дмитрия Донского.
- Стефан Пермский (Храп; ум. 1396)
- Мария Александровна (ум. 1399) — жена Симеона Гордого

### Чудов монастырь
Монастырь снесен в 1929—1932, захоронения утрачены.
- Юрий Васильевич (1395—1400) — княжич, сын Василия I.
- Феофил (архиепископ Новгородский) (ум. 1483). Захоронение утрачено, по другим указаниям — в Киевско-Печерской лавре.
- Геннадий (архиепископ Новгородский) (ум. 1505).
- Михаил Васильевич Горбатый Кислово (ум. весна 1535).
- Василий Приклонский (ум. до 1541)
- Едигер Касаевич (Ядыгар-Мухаммед, ум. 1565) — царь Казанский
- Иев, схимник (ум. 1581)
- Омельфа, жена подъячего Дворцовой избы Ивана Васильева (ум. 15.1.1586)
- Семен Писарев, дядя дворцового дьяка Семейки Емельянова (ум. 17.1.1586)
- Дмитрий Щербатый, князь (ум. 28.2.1586)
- Феодорит Пряминка, старец. (ум. 28.2.1586)
- Степан, царицын белильник. (ум. 8.7.1586)
- Мавра Горемыкина, тётка сотника Никифора Емельянова. (ум. 1.8.1586)
- Иев Островский, старец. (ум. 23.10.1586)
- Аввакум, старец. (ум. 3.12.1586)
- Прокофий, слуга. (ум. 19.12.1586)
- Вассиан, инок. (Конец XVI — нач. XVII в.)
- Ульян, схимник. (Конец XVI — нач. XVII в.)
- Василий Григорьевич Зюзин. (Начало XVII в.)
- Зюзина, дочь Василия Зюзина, в монашестве Ольга. Жена окольничего Алексея Ивановича Годунова. После 1625 г.
- Пахомий, архимандрит. Вторая половина XVII в.
- Иосиф, игумен, схимник. 5.X.1603 г.
- Алексей Савин, в монашестве Симеон. 6.VII.1608 г.
- Пафнутий (митрополит Сарский), митрополит Крутицкий. 1611 г.
- Ксения Дмитриевна Куракина, княгиня, в монашестве Капитолина. 22.VIII.1625 г.
- Иосиф, архимандрит. 17.III.1627 г.
- Морозов, Василий Петрович (ум. 1630)
- Андрей Григорьевич Змеев, дворянин. 21.IV.1634 г.
- Жена Григория Ларионова. 24.V.1635 г.
- Яков, ключарь, в монашестве Еким. 9.VI.1635 г.
- Ульяния. 14.XI.1635 г.
- Анисий Полев, схимник. 16.XII.1635 г.
- Екатерина Чаплина. 19.Х.1637
- Иван Григорьевич Куракин, князь. 15.IX.1643 г.
- Улияния, княгиня, жена князя Ивана Ивановича Волынского. 14.XI.1645 г.
- Исай Аникеев, придворный нищий. 1649 г.
- Тарасий, мальчик. III.1657 г.
- Мария Борисовна Куракина, княгиня, жена князя Григория Семёновича Куракина. 30.Х.1660 г.
- Борис (Илья) Иванович Морозов, боярин. 1.XI.1661
- Ирина Ивановна, боярыня, первая жена Бориса Морозова. Первая половина XVII в.
- Мария Семёновна Стрешнева, жена окольничего Иродиона Матвеевича Стрешнева. 27.V.1662 г.
- Волконская, княгиня. 22.VIII.1667 г.
- Анна Ильинична, боярыня, вторая жена Бориса Морозова. 25.IX.1667 г.
- Иван Иванович Салтыков, боярин. 14.Х.1670 г.
- Иван Прохоров, сын Данилов. 2.VI.1675 г.
- Епифаний Славинецкий. 1675 г.
- Василий Никифорович Собакин, окольничий. 30.IV.1677 г.
- Феодосия Алексеевна, княгиня, первая жена князя Ивана Григорьевича Куракина. 25.VIII.1677 г.
- Назарий Засецкий, стольник. 17.IV.1678
- Мария Ивановна Стрешнева, боярыня. 2.IV.1681 г.
- Василий Семёнович Волынский, боярин. 6.XI.1682 г.
- Степан Борисович Бутиков, стольник. 5.III.1683 г.
- Михаил Петрович Волынский, князь. 28.III.1683 г.
- Лев Иванович Салтыков (Меньшой), стольник. 14.VII.1683 г
- Фёдор Фёдорович Куракин, князь. 3.I.1684 г.
- Артемий Иванович Волынский, стольник. 8.II.1684 г.
- Мария Петровна, княгиня, вторая жена князя Ивана Григорьевича Куракина. 12.III.1684 г.
- Ксения Яковлевна, боярыня, вдова Василия Семёновича Волынского (в монашестве Мария). 3.IX.1684 г.
- Михаил Петрович Пушкин, стольник. 23.XII.1684 г.
- Яков Максимович Стрешнев. 26.V.1685 г.
- Феофания, игумения. 15.IX.1685 г.
- Пётр Михайлович Пушкин. 1.XI.1685 г.
- Роман, царевич Сибирский. VIII.1686 г.
- Ирадион Матвеевич Стрешнев, боярин. 10.VII.1687 г.
- Матвей Венедиктович Оболенский, князь. 17.XI.1687 г.
- Василий Григорьевич Оболенский, стольник, князь. Вторая половина XVII в.
- Феодосии, монах. 1690 г.
- Григорий Степанович Караулов, думный дворянин. 23.X.1691 г.
- Михаил Измалков, схимонах. 14.III.1692 г.
- Семён Иванович Колтовский, окольничий. 1.IV.1692 г.
- Герман Лутохин, келарь Чудова монастыря (в миру стрелецкий голова Юрий Петрович Лутохин (c.1607 — 1692). 1692 г.
- Ульяна Ивановна, княгиня, вдова стольника Алексея Никитича Одоевского. 4.I.1693
- Ксения Фёдоровна, княгиня, первая жена князя Бориса Ивановича Куракина. II.1698
- Иона, архидьякон Патриаршего дома. 30.V.1701 г.
- Иван Иванович Куракин, князь. 25.III.1704 г.
- Василий Матвеевич Оболенский, князь. 24.VI.1707 г.
- Дарья, княгиня, жена князя Ф. И. Троекурова. 27.V.1721 г.
- Карион Истомин, иеромонах. 22.I.1722 г.
- Иван Родионович Стрешнев, стольник. 14.VIII.1722 г.
- Иван Иванович Хованский, князь. 4.III.1726 г.
- Иван Осипович Щербатов, князь. 14.I.1727 г
- Борис Иванович Куракин, князь. 18.IX.1727 г.
- Тимофей Архипов, юродивый. 28.V.1731 г.
- Аграфена Борисовна, княгиня, жена князя Михаила Ивановича Хованского. 2.II.1735
- Михаил Иванович Хованский, князь. 2.II.1735 г.
- Анастасия Гавриловна, княгиня, первая жена князя Никиты Юрьевича Трубецкого. 27.IV.1735 г.
- Пётр Андреевич Безобразов, полковник. 27.V.1736 г.
- Мавра Дмитриевна, княгиня, жена князя Михаила Ивановича Куракина
- Николай Иванович Стрешнев, генерал-майор. 5.V.1745 г.
- Иосиф Волчанский, епископ. 10.VI.1745 г.
- Александр Борисович Куракин, князь. 1.X.1749 г.
- Прасковья, княгиня, дочь Михаила Ивановича Куракина. 1750 г.
- Платон, архиепископ Московский. 14.VI.1754 г.
- Борис Александрович Куракин, князь. 23.XI.1764 г.
- Никита Иванович Щербатов, князь. 21.IX.1765 г.
- Тимофей Щербатский, митрополит. 18.IV.1767 г.
- Александр Григорьевич Собакин, майор. 7.VI.1768 г.
- Сергей Михайлович Хованский, князь. 15.XII.1768 г.
- Наталья Петровна, жена П. И. Стрешнева. 15.III.1769 г.
- Без имени. 1.III.1793 г. Утрачено. Надгробная плита хранится в фонде архитектурного декора Музеев Московского Кремля.
- Михаил Иванович Яшманицкий, подпоручик. 28.II.1855 г.
- Пётр Иванович Сахаров, регент хора Чудова монастыря. 22.X.1895 г.

перезахоронение
- Сергей Александрович (великий князь) (1905). в 1995 — останки перенесены в Новоспасский монастырь

#### Храм Чуда архистратига Михаила
Снесён в 1929 году. Захоронения утрачены.
- Данило Феофанович (в монашестве Давид; ум. 13 февраля 1392) — боярин, племянник митрополита Алексия.
- Матфей Адрианопольский (ум. весной 1392) — греческий митрополит.
- Евфимий (Вислень) (ум. 1392) — епископ тверской.
- Данилей, владыка Смоленский (ум. март 1397)

перезахоронены
- Алексий (Бяконт) (ум. 1378) — митрополит. В 1378—1485 — в храме Чуда архистратига Михаила, после до 1929 года в церкви Алексия, затем до 1948 — в Успенском соборе, ныне — в Елоховской церкви.
- Гермоген (Патриарх Московский) . 17.II.1612 г. С 1653 г. — в Успенском соборе.

### Церковь Рождества Богородицы
- Мария Дмитриевна (ум. 1399) — дочь Дмитрия Донского, жена Лугвения Ольгердовича. Захоронение утрачено

### Троицкое подворье
Церковь снесена. Захоронения утрачены.
- Ануфрий, старец. 18.IV.1628 г.

### Церковь Кирилла Белозерского
Церковь снесена. Захоронения утрачены.
- Мокей, сын боярина Ф. И. Шереметева. Конец 20-х — нач. 30-х гг. XVII в.
- Мария Петровна, боярыня, третья жена Ф. И. Шереметева. Между 1637 и 1644 гг.
- Яков Никитич Одоевский, князь. 9.VIII.1697 г.

### Церковь Входа в Иерусалим
Церковь снесена. Захоронения утрачены.
- Без имени. 1646 г. Случайная находка. Надпись на надгробии: «Лета 7154 го…» Утрачено.
- Анна, княжна, дочь князя Алексея Никитича Трубецкого. 25.II.1647 г. Утрачено
- Ирина, княжна, дочь князя Алексея Никитича Трубецкого. 21.V.1647 г. Утрачено

### Церковь Козьмы и Демьяна
Церковь снесена. Захоронения утрачены.
- Михаил, протопоп Успенского собора. 10.IX.1670 г.
- Серапион. Вторая половина 16 в. У церкви Козьмы и Демьяна. Утрачено. Надгробная плита хранится в фонде архитектурного декора Музеев Московского Кремля.

### Церковь Константина и Елены
Церковь снесена. Захоронения возле церкви утрачены.
- Пётр Данилов Володимерец, ключарь Успенского собора. 8.VII.1684r.
- Иоанн Алимпиев, диакон Успенского собора. 2.XII.1689 г.
- Иоанн Евдокимов, ключарь Успенского собора. 20.IV.1723 г.
- Евдоким Фёдоров, отец Иоанна Евдокимова и Гликерия Евдокимова, дочь Иоанна Евдокимова. 20.IV.1723 г. У церкви Константина и Елены
- Акилина Борисова, жена протодьякона. 20.IV.1729 г
- Софья, жена Мины Петрова. 12.Х.1732 г.
- Алексей Яковлевич, ключарь, иерей. 14.I.1739 г.
- Ирина Осиповна Иванова, мать протопресвитера Успенского собора Никифора. 24.VI.1744. Никифор Иванов, протопресвитер Успенского собора. 21.1.1745 г.
- Мария, жена протоиерея Алексеева. 11.IV.1746 г.
- Акилина Иванова, протодьяконица. 1746.
- Евдокия Петрова, жена ключаря Ивана Алексеевича. 21.V.1746 г.
- Пелагея Фёдорова, жена протопресвитера Никифора. 24.VIII.1746 г.
- Алексей Афанасьев, дьякон. 2.II.1764 г.
- Без имени. Ключарь… 1764 г.

### Кремлёвская стена
Место погребения государственных, партийных и военных деятелей Советского государства, участников Октябрьской революции 1917 г., иностранных коммунистов-революционеров.

#### Александровский сад
- Могила Неизвестного Солдата